# Hylaeus benguetensis
Hylaeus benguetensis är en biart som först beskrevs av Cockerell 1919.  Hylaeus benguetensis ingår i släktet citronbin, och familjen korttungebin. Inga underarter finns listade i Catalogue of Life.